# Acido 3-idrossibenzoico
L'acido 3-idrossibenzoico  o acido meta-idrossibenzoico è un acido fenolico la cui struttura è costituita da un anello benzenico a cui è attaccato un gruppo carbossilico {\displaystyle {\ce {(-COOH)}}} e con un gruppo idrossilico {\displaystyle {\ce {(-OH)}}} sostituente in posizione 3.
L'acido 3-idrossibenzoico dal regolamento UE, dalla FDA e dal FEMA ( Flavor and Extract Manufacturers Association of the United States) è classificato come sostanza aromatizzante in ambito alimentare.
Il suo utilizzo come ingrediente cosmetico è ammesso con INCI: 3-HYDROXYBENZOIC ACID.
Acido 3-idrossibenzoico può essere prodotto con fusione alcalina dell'acido 3- solfobenzoico a temperature comprese tra 210 - 220 °C. 
Come altri acidi fenolici può essere prodotto per biosintesi microbica in bioreattori con batteri ingegnerizzati.
In varie specie viventi,  sono state individuate varie reazioni biochimiche di sintesi (anabolismo) e di degradazione (catabolismo) dell'acido 3-idrossibenzoico.
Può formarsi con reazioni di ossidoriduzione dall'acido benzoico o come intermedio nella via dello shikimato. 
L'enzima 4-idrossiftalato decarbossilasi catalizza la reazione:
4-idrossiftalato ⇔ 3-idrossibenzoato + CO2
L'enzima benzaldeide deidrogenasi NADP+ catalizza la reazione 
3-idrossibenzaldeide + NADP+ + H2O ⇔ 3-idrossibenzoato+ NADPH + H+
L'enzima 3-idrossibenzoato sintasi catalizza la reazione 
corismato ⇔ 3-idrossibenzoato + piruvato
L'acido 3-idrossibenzoico è un componente del castoreo, l'essudato delle ghiandole sottocaudali del castoro nordamericano ( Castor canadensis) e del castoro europeo (Castor fiber), utilizzato in profumeria.
Può anche essere formato da una specie Pseudomonas dall'acido 3-clorobenzoico.
L'acido 3-idrossibenzoico si trova anche nel frutto dell'ananas, nel pompelmo (Citrus paradisi), nelle olive (Olea europaea), nelle nespole (Mespilus germanica), nei mirtilli rossi (Vaccinium macrocarpon), nei mirtilli (Vaccinium myrtillus), nelle foglie di Taxus baccata e nelle piante di Centaurium erythraea.
Concentrazioni minime ma misurabili (max 0,03 mg/100 ml) sono state rilevate nella birra.
Il suo utilizzo industriale è nella produzione di glicoli benzoati per l'applicazione di plastificanti. Viene anche utilizzato nella produzione di resine alchidiche e additivi nelle applicazioni di recupero del petrolio greggio. È usato come attivatore e ritardante della polimerizzazione della gomma.